# Velindastus
Velindastus is een geslacht van kevers uit de familie van de loopkevers (Carabidae). De wetenschappelijke naam van het geslacht is voor het eerst geldig gepubliceerd in 2008 door Schule & Lorenz.

## Soorten
Het geslacht Velindastus is monotypisch en omvat slechts de volgende soort:
- Velindastus litorisilvae Schule & Lorenz, 2008